# Ben Micah
Ben Micah est un homme politique papou-néo-guinéen. Impliqué dans plusieurs affaires de détournement de fonds publics, il n'est jamais inquiété par la justice.

## Biographie
Originaire de l'île d'Emirau dans l'archipel Bismarck, il est scolarisé dans une succession d'écoles adventistes, dont un an dans une école secondaire adventiste aux Fidji. Diplômé en comptabilité à l'issue d'une formation d'un an l'université de technologie de Papouasie-Nouvelle-Guinée à Lae, il devient progressivement « directeur du conseil d'administration de plusieurs entreprises ».
Il est élu député de Kavieng au Parlement national aux élections de 1992, avec l'étiquette du Parti du progrès populaire, le parti de Sir Julius Chan qui devient Premier ministre de 1994 à 1997. En 1995 Ben Micah est nommé président de la commission parlementaire chargée de proposer une révision de la Constitution, et il joue à ce titre un rôle important dans la réforme remplaçant les premiers ministres des provinces de Papouasie-Nouvelle-Guinée par des gouverneurs directement élus,. Durant son premier mandat de député, il s'achète une maison d'une valeur de 1 200 000 kina à Ela Beach (en), la plage de Port Moresby, et une entreprise d'imprimerie. Battu dans sa circonscription aux élections législatives de 1997, Ben Micah demeure pendant les quinze années qui suivent « une éminence grise par excellence - exerçant une très grande influence sans occuper de poste officiel, et jamais loin des hommes au pouvoir ». Il orchestre notamment l'élection par les députés de Mekere Morauta au poste de Premier ministre en 1999, en négociant pour lui le soutien d'une majorité parlementaire.
En 1999, l'ombudsman interdit toute commande publique auprès de son entreprise d'imprimerie, car celle-ci pratique des prix excessifs, s'enrichit abusivement d'argent public et « verse des pots-de-vin à des fonctionnaires corrompus ». Ben Micah est déclaré en situation de banqueroute, dont il ne sortira qu'en 2009. En 1999 également, toutefois, le nouveau Premier ministre Mekere Morauta le nomme président de la Corporation indépendante des Entreprises publiques (IPBC). Quelques mois plus tard, le même Premier ministre le limoge de cette fonction, Ben Micah en ayant usé pour dépenser 2 500 000 kina d'argent public pour la rénovation de son bureau.
Il retrouve son siège de député de Kavieng aux élections de 2012, toujours pour le Parti du progrès populaire. Il est alors nommé ministre des Entreprises publiques et des Investissements publics dans le gouvernement de coalition de Peter O'Neill,. À ce poste, il s'installe au Grand Papua Hotel de Port Moresby et fait payer sa note d'hôtel, « près d'1 000 000 kina par an, par les entreprises publiques dont il est désormais le ministre ». Il quitte son ministère en juillet 2016 lorsqu'il se joint à un ensemble de députés qui quittent la majorité parlementaire au profit de l'opposition.
Il est battu dans sa circonscription aux élections de 2017. En mars 2020, alors que la Commission aux Comptes publics présidée par Sir John Pundari va se pencher sur les faits de corruption dans la Corporation indépendante des Entreprises publiques, Ben Micah prend l'initiative de reconnaître publiquement certains méfaits. Il écrit que ses collègues et lui avaient été « profondément impliqués dans un tissu de mensonges [...] et de vol éhonté d'argent des citoyens ». Ajoutant « Je vivais une vie de luxe aux frais de la population », il demande pardon « pour mes comportements indignes et totalement stupides »,.
Il meurt le 16 mars 2022 au Pacific International Hospital à Port Moresby, âgé d'« environ 63 ans ».